# Sewal de Bovil
Sewal de Bovil (ou Sewal de Bovill, Sewal de Boville) († 10 mai 1258) est un ecclésiastique anglais devenu archevêque d'York.

## Biographie
On ne sait rien des origines de Bovil ni de ses parents, mais il a étudié à l'Université d'Oxford à peu près à la même époque qu'Edmund d'Abingdon, le futur archevêque de Cantorbéry, qui est devenu le bon ami de Bovil. Il apparaît pour la première fois comme chanoine de la cathédrale d'York en 1236 et tenait la prébende de Fenton avant octobre 1240. Il était archidiacre d'York avant janvier 1248, mais avait été nommé doyen d'York avant le 21 septembre 1249. Il a obtenu un doctorat en théologie avant 1244. 

### Archevêque d'York
Il fut élu archevêque d'York vers le 1er octobre 1255 et fut consacré le 23 juillet 1256 à York par Walter de Cantilupe, évêque de Worcester. Il reçut une dispense papale pour devenir archevêque car il était un fils illégitime le 11 mars 1256. Le pape Alexandre IV a ensuite fourni Jordan, un Italien, au doyenné d'York, devenu vacant, mais Bovil s’y est opposé et a tenté de tenir Jordan à l’écart. En réponse, Alexandre IV excommunia l'archevêque en 1257. Après qu'un compromis ait été trouvé et que Jordan ait reçu une pension, Bovil a été absous. Godfrey Ludham, le futur archevêque d'York, a ensuite été promu au doyenné. En juillet 1257, il fut nommé à une commission de médiation entre le roi d'Écosse Alexandre III et les nobles écossais.  
Il meurt le 10 mai 1258 et est enterré dans la cathédrale d'York. 